# لورد جورج هاميلتون
لورد جورج هاميلتون (17 ديسمبر 1845 بدبلن في جمهورية أيرلندا - 22 سبتمبر 1927 في الولايات المتحدة) (بالإنجليزية: Lord George Hamilton)‏ هو عالم إحصاء وسياسي ولاعب كريكت بريطاني.